# تحریک الکتریکی مغز

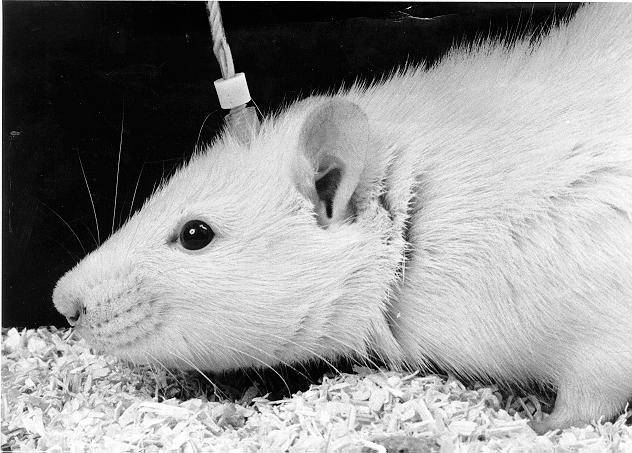
تصویری از الکتروشوک مغزی

تحریک الکتریکی مغزElectroEncephaloGram (E.E.G) همچنین تحت عنوان تحریک مغزی فوکال شکلی از الکتروتراپی است و تکنیکی است که در تحقیقات و نوروبیولوژی بالینی برای تحریک یک نورون یا شبکه عصبی در مغز از طریق تحریک مستقیم یا غیر مستقیم غشای خود سلول با استفاده از جریان الکتریکی استفاده می‌شود.
فعالیت الکتریکی مغز اولین بار در قرن نوزدهم توسط محققان پیشکسوتی همچون لوئیجی رونالد و پیر فلورنس با مطالعه لوکالیزه کردن عملکرد مغزی بدنبال کشف پزشک ایتالیایی لوئیجی گالوانی مبنی بر اینکه اعصاب و عضلات به‌طور الکتریکی قابل تحریک اند استفاده شد. تحریک سطحی کورتکس مغزی با استفاده از تحریک مغزی برای بررسی کورتکس حرکتی در حیوانات توسط محققانی همچون ادوارد هیتزیگ، گوستاو فریتش، دیوید فریر و فردریش گلدتز استفاده شد. کورتکس انسانی همچنین توسط جراحان اعصاب و متخصصان مغز ئ اعصاب مثل روبرت بارتولو وفدور کراس تحریک الکتریکی شد. در قرن پیش با اختراع روش استرئوتاکسی توسط جراح اعصاب انگلیسی پیشکسوت ویکتور هورسلی وبا تکامل ایمپلنت‌های الکترود طولانی مدت توسط نوروفیزیولوژیست سوئیسی والتر رادولف هس، جوز دلگادو و دیگران، با استفاده از الکترودهای تولید شده توسط سیم عایق مستقیم که به‌طور عمیق در مغز حیواناتی که حرکت آزادانه دارند مثل گربه‌ها و میمونها کار گذاشته شد، ارتقاء یافت. این روش توسط دکتر جیمز اولدز و همکاران برای کشف پاداش تحریک مغزی استفاده شد.